# That's the Stuff
Albums de Autograph
Sign in Please
(1984) Loud and Clear
(1987)
That's the Stuff est le deuxième album studio du groupe Autograph sorti en 1985. L'album a été enregistré et mixé aux Record Plant Studios à Los Angeles. Une version différente a été publiée en 1986 avec une couverture bleue et de légères différences au niveau des illustrations. Cette version de l'album comporte une reprise du groupe Grand Funk Railroad, We're an American Band, remplaçant ainsi la sixième piste Six String Fever.
L'album s'est classé à la 92e place au Billboard 200 le 21 décembre 1985 et est resté classé 4 semaines dans les charts américains. Deux singles extraits de l'album ont été publiés, That's the Stuff et Blondes in Black Cars qui a atteint la 38e position au Mainstream Rock Tracks chart en 1985.

## Composition du groupe
- Steve Plunkett - chants, guitare
- Steve Lynch - guitare solo
- Randy Rand - basse
- Steven Isham - claviers
- Keni Richards - batterie

## Liste des titres

### Version originale 1985 (rouge)
| A1. | That's the Stuff      | Steve Plunkett, Steve Lynch, Keni Richards, Randy Rand, Steven Isham | 4:23 |
| A2. | Take No Prisoners     | Steve Plunkett, Mike Post                                            | 3:57 |
| A3. | Blondes in Black Cars | Steve Plunkett, Keni Richards                                        | 4:17 |
| A4. | You'll Get Over It    | Steve Plunkett, Keni Richards, Douglas Foxworthy                     | 3:26 |
| A5. | Crazy World           | Steve Plunkett, Steve Lynch                                          | 4:38 |

| B1. | Six String Fever          | Steve Plunkett, Steve Lynch                                          | 4:34 |
| B2. | Changing Hands            | Steve Plunkett, Douglas Foxworthy                                    | 4:50 |
| B3. | Hammerhead (instrumental) | Steve Lynch                                                          | 1:39 |
| B4. | Built for Speed           | Steve Plunkett, Steve Lynch, Keni Richards, Randy Rand, Steven Isham | 3:38 |
| B5. | Paint This Town           | Steve Plunkett, Keni Richards                                        | 4:47 |

### Version réimprimée 2001 (bleu)
| A1. | That's the Stuff      | Steve Plunkett, Steve Lynch, Keni Richards, Randy Rand, Steven Isham | 4:23 |
| A2. | Take No Prisoners     | Steve Plunkett, Mike Post                                            | 3:57 |
| A3. | Blondes in Black Cars | Steve Plunkett, Keni Richards                                        | 4:17 |
| A4. | You'll Get Over It    | Steve Plunkett, Keni Richards, Douglas Foxworthy                     | 3:26 |
| A5. | Crazy World           | Steve Plunkett, Steve Lynch                                          | 4:38 |

| Face-B | Face-B                                                  | Face-B                                                               | Face-B | Face-B | Face-B | Face-B | Face-B | Face-B | Face-B |
| No     | Titre                                                   | Auteur                                                               | Durée  |        |        |        |        |        |        |
| ------ | ------------------------------------------------------- | -------------------------------------------------------------------- | ------ | ------ | ------ | ------ | ------ | ------ | ------ |
| B1.    | We're an American Band (reprise de Grand Funk Railroad) | Don Brewer                                                           | 3:52   |        |        |        |        |        |        |
| B2.    | Changing Hands                                          | Steve Plunkett, Douglas Foxworthy                                    | 4:50   |        |        |        |        |        |        |
| B3.    | Hammerhead (instrumental)                               | Steve Lynch                                                          | 1:39   |        |        |        |        |        |        |
| B4.    | Built for Speed                                         | Steve Plunkett, Steve Lynch, Keni Richards, Randy Rand, Steven Isham | 3:38   |        |        |        |        |        |        |
| B5.    | Paint This Town                                         | Steve Plunkett, Keni Richards                                        | 4:47   |        |        |        |        |        |        |
| 39:27  |                                                         |                                                                      |        |        |        |        |        |        |        |